# Seattle Kraken
A Seattle Kraken egy 2021-ben megalakult amerikai jégkorongcsapat. A 2021–2022-es szezontól tagja az NHL-nek.

## Előzmények
2012-ben felmerült, hogy Daryl Katz az Edmonton Oilers tulajdonosa esetleg Seattle-be költöztetné a csapatát. Ekkor Seattle város tanácsa elvben  engedélyezte egy 490 millió dollár költségű multifunkcionális csarnok létrejöttét. A város célja az volt, hogy újra legyen NBA és NHL csapat Seattle-ben. Az Oilers végül Edmontonban maradt. Később felmerült az akkor veszteségesen működő Phoenix Coyotes átköltöztetése is.
2013 nyarán a liga alelnöke Bill Daly kifejtette, hogy komolyan foglalkoznak az NHL északnyugati bővítésével, de nem erősítette meg, hogy Seattle-ben tervezik ezt. (A másik lehetséges helyszín a régióban Portland.) Néhány nap múlva egy sajtóhírben megjelent, hogy a liga vezetője Gary Bettman a Seattle-i bővítést támogatja. A seattle-i aréna fejlesztésébe beszállt Chris Hansen, aki a Sacramento Kings NBA csapat átköltöztetését tervezte. A kosárlabdacsapat mellett egy NHL-es gárda tette volna gazdaságossá a csarnok finanszírozását. A befektetői körben felbukkant Steve Ballmer a Microsoft korábbi igazgatójának a neve is. 2014 nyarán Balmer kiszállt az üzletből és megvásárolta a Los Angeles Clipperst. Ezzel a csarnoképítéshez szükséges tőke jelentősen csökkent.  2015 nyarán az NHL hivatalosan is meghirdette pályázatát a liga bővítésére. Néhány nap múlva kiderült, hogy Seattle-lel kapcsolatban még pályázatot sem adtak be, mivel a város, a befektetők és a terület tulajdonosai nem tudtak megegyezni az aréna építéséről.
2017 szeptemberében bejelentették, hogy az 1962-es világkiállításra épült KeyArenát 660 millió dollár értékben újítaná fel egy befektetői csoport. Decemberben a városi tanács engedélyezte a 600 milliós beruházást, amit 2020-ra terveztek befejezni. Az  NHL igazgatótanácsa napokon belül engedélyezte a tervezett seattle-i csapat tulajdonosi körének, hogy elindítsa felvételi kérelmét. 2018 márciusában egy óra alatt 25 000 éves bérletet adtak el a 2021–2022-es szezonra. Decemberben az NHL vezetése megszavazta a seattle-i csapat csatlakozását a ligához. 2019 nyarán bejelentették, hogy a csapat általános igazgatója (GM) Ron Francis lett. A KeyArena névhasználati jogát az Amazon vásárolta meg és 2020 nyarán Climate Pledge-nek nevezte el. Júliusban nyilvánosságra hozták, hogy a csapat neve Kraken, a tengerész legendákban szereplő óriáspolip lett. A klub logója egy S betű, amin egy polipcsáp és a kraken piros szeme látható. A csapat hivatalos színei a kék négy árnyalata és a vörös.
2021 májusában a Kraken kifizette a 650 millió dolláros belépési díj utolsó részletét az NHL-nek, így a csapat a liga teljes jogú tagjává vált.

## A kezdeti évek
2021 májusában a klub bejelentette az első igazolását Luke Henmant, majd június végén az első vezetőedzőjét Dave Hakstolt, aki a Philadelphia Flyers korábbi trénere volt. Az előszezonban szeptember 26-án játszotta le történetének első mérkőzését a Kraken. A Vancouver Canucks elleni 5-3-as győzelemmel végződött találkozón Riley Sheahan szerezte az első Seattle-i gólt. Októberben a James Norris-emlékkupa-győztes és Mark Messier-díjas Mark Giordano lett a csapat kapitánya. Giordano korábban kilenc éven át a Calgary Flames kapitánya volt. Október 12-én a csapat bemutatkozott az NHL-ben. A Kraken Las Vegasban 4-3-as vereséget szenvedett. A Seattle első bajnoki gólját Ryan Donato szerezte. A bajnokságban a csapat a Csendes-óceáni divízió utolsó helyén végzett 60 ponttal. 
A következő szezon sokkal jobban alakult a Kraken számára. Az NHL történetében másodéves csapat még sosem szerzett annyi pontot (100), mint ők. A Seatle az alapszakasz után szinte minden támadó statisztikában a liga 10 legjobbja között volt, a védekezésben a másodikok lettek a kapott lövések számában. A kapusok viszont elmaradtak az elittől a 89%-os védési hatékonyságukkal. A rájátszásban a címvédő Coloradót kapták az első körben, akiket 4-3-mal búcsúztattak. A főcsoport elődöntőjében a Dallas következett. Egy újabb 4-3-as párharcban, ezúttal az ellenfél jutott tovább. A szezon végén Matty Beniers megkapta az év újoncának járó Calder-emlékkupát.
A 2023–2024-es szezonban a Kraken visszaesett, 50% alatti teljesítménnyel nem jutott a rájátszásba. Az előző bajnokságban helyzetkihasználásban a másodikok voltak a ligában, amiről a 29. helyre zuhantak vissza. De a támadók egyénileg is elmaradtak az elvárástól. A védelem sokkal stabilabb volt, egyedül a 80% alatti emberhátrányos játék rontotta az összképet. 2024. áprilisában menesztették Dave Hakstolt, helyére Dan Bylsma érkezett, aki 2009-ben Stanley kupát nyert a Pittsburgh-gel. Júliusban Jessica Campbell lett a másodedző, aki az első edzőnő lett az NHL történetében.

## Edzők
- Dave Hakstol 2021–2024
- Dan Bylsma 2024–2025
- Lane Lambert 2025–

## Csapatkapitányok
- Mark Giordano (2021–2022)

## Díjak
Calder-emlékkupa
- Matty Beniers (2023)